# Kosmos 2469
O Kosmos 2469 (em russo: Космос 2469, significado Cosmos 2469) foi um satélite russo de sistema de alerta anti-mísseis intercontinentais. Foi desenvolvido como parte do programa Oko de satélites artificiais. O satélite foi projetado para identificar lançamentos de mísseis usando telescópios ópticos e sensores infravermelhos.
O Kosmos 2469 foi lançado em 30 de setembro de 2010 do Cosmódromo de Plesetsk, União Soviética (atualmente na Rússia), através de um foguete Molniya-M. Foi o último satélite Kosmos a ser lançado com a plataforma US-K e também o último lançamento de um foguete da família de foguetes Molniya.